# Anseryna
Anseryna (β-alanylo-L-(N-metylo)histydyna) – organiczny związek chemiczny, metylowa pochodna karnozyny, dipeptyd składający się z reszty β-alaniny i L-(N-metylo)histydyny. Występuje głównie w mięśniach szkieletowych i mózgu. W organizmach ssaków pełni rolę antyoksydantu.